# نهاد البوشی
نهاد البوشی (انگلیسی: Nihad Al Boushi؛ زادهٔ ۸ مارس ۱۹۷۳) یک بازیکن فوتبال اهل سوریه است.
از باشگاه‌هایی که در آن بازی کرده‌است می‌توان به باشگاه فوتبال الاتحاد سوریه و تیم ملی فوتبال سوریه اشاره کرد.
وی همچنین در تیم ملی فوتبال سوریه بازی کرده است.